# Olga García
Olga García (født 1. juni 1992) er en spansk fodboldspiller, der spiller som angriber for FC Barcelona og Spaniens kvindefodboldlandshold.